# Tina Fey
Elizabeth Stamatina "Tina" Fey, född 18 maj 1970 i Upper Darby i Delaware County, Pennsylvania, är en amerikansk manusförfattare, komiker, skådespelare, producent och dramatiker.

## Biografi

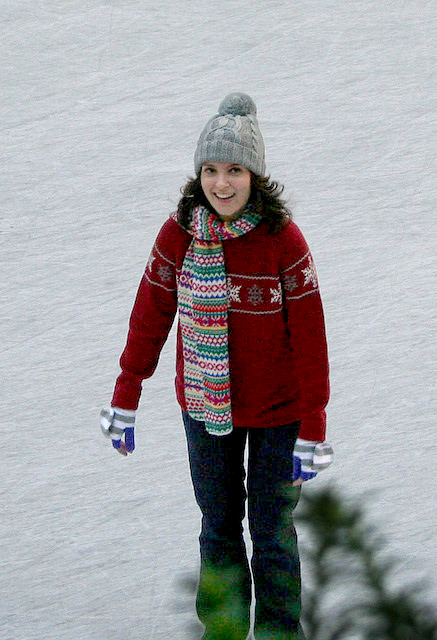
Tina Fey under inspelningen av 30 Rock 2007.

Fey medproducerar, skriver och medverkar i TV-serien 30 Rock, en situationskomedi löst baserad på hennes erfarenheter på  Saturday Night Live. Under 2008 uppmärksammades hon inte minst för sina humoristiska tolkningar i Saturday Night Live av den republikanska Alaska-guvernören och vice-presidentskandidaten Sarah Palin. Detta bidrog till att hon 2008 utsågs av Associated Press till "Entertainer of the Year".
Fey har belönats med ett flertal Emmys, Golden Globes och SAG Awards. 2013 var hon programledare för Golden Globe Award tillsammans med Amy Poehler.
Förutom TV har Fey även medverkat i filmer som Mean Girls (till vilken hon även skrev manus), Baby Mama och En galen natt. 2011 gav hon ut den självbiografiska boken Bossypants. 

### Privatliv
Efter att de hade varit ett par i sju år gifte sig Fey med kompositören och producenten Jeff Richmond 2001. Paret har två döttrar, födda 2005 och 2011, och är bosatt i New York.

## Filmografi i urval
- 1997–2006 – Saturday Night Live (TV-serie) (även manus)
- 2002 – Martin & Orloff
- 2004 – Mean Girls (även manus)
- 2006 – Artie Lange's Beer League
- 2006 – Man of the Year
- 2006–2013 – 30 Rock (TV-serie) (även skapare, manusförfattare och producent)
- 2007 – Aqua Teen Hunger Force Colon Movie Film for Theaters (röst)
- 2008 – Baby Mama
- 2009 – The Invention of Lying
- 2010 – En galen natt
- 2010 – Megamind (röst)
- 2013 – Admission
- 2013 – Anchorman 2: The Legend Continues
- 2014 – Muppets Most Wanted
- 2014 – This Is Where I Leave You
- 2015 – Unbreakable Kimmy Schmidt (TV-serie) (även skapare, manusförfattare och producent)
- 2015 – Sisters (även producent)
- 2016 – Whiskey Tango Foxtrot (även producent; svensk VOD-titel Den amerikanska reportern)
- 2019 – Wine Country
- 2020 – Själen
- 2021 – Free Guy
- 2021–2023 – Only Murders in the Building (TV-serie)
- 2023 – Maggie Moore(s)
- 2023 – Mord i Venedig
- 2024 – Mean Girls (även manusförfattare och medproducent)
- 2025 – The Four Seasons (TV-serie)